# یارموث، جزیره وایت
latitudeیارموث، جزیره وایتlongitudeیارموث، جزیره وایت
یارموث، جزیره وایت (به انگلیسی: Yarmouth, Isle of Wight) یک شهرک در بریتانیا است که در انگلستان واقع شده‌است.

## خصوصیات
یارموث ۷۹۱ نفر جمعیت دارد.